# Élections provinciales belges de 1978
Les élections provinciales belges de 1978 se sont déroulées le 12 décembre 1978.

## Résultats

### Flandre
| Parti | Parti          | Anvers    | Anvers            | Anvers  | Flandre-Occidentale | Flandre-Occidentale | Flandre-Occidentale | Flandre-Orientale | Flandre-Orientale | Flandre-Orientale | Limbourg | Limbourg          | Limbourg |
| Parti | Parti          | Votes     | %                 | Sièges  | Votes               | %                   | Sièges              | Votes             | %                 | Sièges            | Votes    | %                 | Siège    |
| ----- | -------------- | --------- | ----------------- | ------- | ------------------- | ------------------- | ------------------- | ----------------- | ----------------- | ----------------- | -------- | ----------------- | -------- |
|       | CVP            | 394182    | 42,67 % (+0,21 %) | 42 (+2) | 292 679             | 46,32 % (+0,05 %)   | 46 (+1)             | 331 671           | 41,24 % (-0,24 %) | 42 (+2)           | 177290   | 48,28 % (+1,03 %) | 36 (+1)  |
|       | BSP            | 206809    | 22,47 % (-1,9 %)  | 21 (-2) | 136 662             | 21,63 % (-1,77 %)   | 21 (-2)             | 158394            | 19,7 % (-1,19 %)  | 19 (=)            | 79 466   | 21,64 % (+0,07 %) | 14 (-1)  |
|       | PVV            | 182 359   | 14,6 % (+3,23 %)  | 14 (+4) | 100 813             | 15,95 % (+3,08 %)   | 14 (+5)             | 165841            | 20,62 % (+2,35 %) | 19 (+3)           | 52 649   | 14,34 % (+0,96 %) | 10 (+1)  |
|       | VU             | 157 466   | 11,28 % (-7,01 %) | 10 (-7) | 82 704              | 13,09 % (-3,16 %)   | 9 (-4)              | 103532            | 12,87 % (-4,49 %) | 9 (-6)            | 52437    | 14,28 % (-1,73 %) | 10 (-1)  |
|       | Agalev         | 8344      | 0,9 % (+0,49 %)   | 0       | /                   | /                   | /                   | /                 | /                 | /                 | /        | /                 | /        |
|       | VB             | 27 292    | 2,95 % (+2,95 %)  | 2 (+2)  | 4397                | 0,7 % (+0,7 %)      | 0                   | 16 707            | 2,08 % (+2,08 %)  | 0 (=)             | 1733     | 0,47 % (+0,47 %)  | 0 (=)    |
|       | KPB            | 22 349    | 2,42 % (+2,42 %)  | 1 (+1)  | 7627                | 1,21 % (+0,33 %)    | 0                   | 17 010            | 2,12 % (+0,61 %)  | 1 (+1)            | 462      | 0,13 % (-0,04 %)  | 0 (=)    |
|       | Autres         | 33 234    | 5,5 %             | 0       | /                   | /                   | /                   | 11 018            | 1,37 %            | 0                 | 3173     | 0,86 %            | 0        |
|       | Blancs et nuls | 79 837    | 7,96 %            | /       | 67 295              | 9,62 %              | /                   | 68 068            | 7,8 %             | /                 | 33 567   | 8,38 %            | /        |
| Total | Total          | 1 003 522 | 100 %             | 90      | 699 177             | 100 %               | 90                  | 872 241           | 100 %             | 90                | 400777   | 100 %             | 70       |

### Brabant
|       | FDF            | 244 680   | 20,1 % (-0,46 %)  | 22 (+2) |
|       | CVP            | 228 520   | 18,77 % (-0,53 %) | 20 (+1) |
|       | PSB            | 130 332   | 10,71 % (-0,73 %) | 10 (=)  |
|       | PSC            | 117 593   | 9,66 % (-0,52 %)  | 9 (-1)  |
|       | PVV            | 116 327   | 9,55 % (+1,84 %)  | 9 (+3)  |
|       | BSP            | 102 418   | 8,41 % (+0,6 %)   | 8 (+1)  |
|       | VU             | 74 191    | 6,09 % (-3,7 %)   | 4 (-5)  |
|       | PL             | 49 143    | 4,04 % (-1,53 %)  | 4 (-1)  |
|       | PRLW           | 27 215    | 2,24 % (-0,08 %)  | 2 (=)   |
|       | RW             | 25 267    | 2,08 % (-0,07 %)  | 2 (=)   |
|       | Autres         | 101 764   | 10,77 %           | 0       |
|       | Blancs et nuls | 115 647   | 8,68 %            | /       |
| Total | Total          | 1 333 097 | 100 %             | 90      |

### Wallonie
| Parti | Parti          | Hainaut | Hainaut           | Hainaut | Liège   | Liège             | Liège    | Luxembourg | Luxembourg         | Luxembourg | Namur   | Namur             | Namur   |
| Parti | Parti          | Votes   | %                 | Sièges  | Votes   | %                 | Sièges   | Votes      | %                  | Sièges     | Votes   | %                 | Sièges  |
| ----- | -------------- | ------- | ----------------- | ------- | ------- | ----------------- | -------- | ---------- | ------------------ | ---------- | ------- | ----------------- | ------- |
|       | PSB            | 278 940 | 41,09 % (-3,03 %) | 42 (-4) | 205 431 | 38 % (-2,24 %)    | 37 (-2)  | 33 920     | 27,19 % (+27,19 %) | 14 (+14)   | 76305   | 33,74 % (-1,85 %) | 21 (-1) |
|       | PSC            | 164 630 | 24,25 % (+1,95 %) | 25 (+3) | 144 202 | 26,67 % (+1,77 %) | 26 (+3 ) | 54 496     | 43,69 % (-2,29 %)  | 25 (+1)    | 76530   | 33,84 % (+1,83 %) | 22 (+1) |
|       | PRLW           | 99 493  | 14,66 % (-0,37 %) | 13 (-1) | 94 894  | 17,55 % (-2,28 %) | 17 (-2)  | 28 178     | 22,59 % (-2,35 %)  | 11 (-1)    | 40 032  | 17,7 % (-2,58 %)  | 11 (-1) |
|       | RW             | 59 437  | 8,76 % (-0,83 %)  | 5 (-1)  | 44 620  | 8,25 % (+1,07 %)  | 5 (+1)   | 6495       | 5,21 % (+5,21 %)   | 0          | 25 108  | 11,1 % (+1,4 %)   | 6 (+1)  |
|       | PCB            | 59380   | 8,75 % (+5,93 %)  | 5 (+3)  | 32 393  | 5,99 % (-0,01 %)  | 4 (=)    | /          | /                  | /          | 4861    | 2,15 % (+2,15 %)  | 0       |
|       | Autres         | 16 943  | 2,5 %             | 0       | 19 116  | 3,53 %            | 1        | 1645       | 1,32 %             | 0          | 3309    | 1,46 %            | 0       |
|       | Blancs et nuls | 74 008  | 9,83 %            | /       | 54 352  | 9,13 %            | /        | 13 022     | 9,45 %             | /          | 23 381  | 9,37 %            | /       |
| Total | Total          | 752 831 | 100 %             | 90      | 595 008 | 100 %             | 90       | 137 756    | 100 %              | 50         | 249 526 | 100 %             | 60      |